# Nicolás Otamendi
Nicolás Hernán Gonzalo Otamendi (Buenos Aires, 12 de fevereiro de 1988) é um futebolista argentino que atua como zagueiro. Atualmente joga pelo Benfica.

## Clubes

### Vélez Sársfield

#### 2007–08
Otamendi fez a sua estreia profissionalmente pelo Vélez, no dia 10 de maio de 2008, numa vitória em casa por 2–1 sobre o Rosario Central, para o Torneio Clausura de 2008, jogando por 6 minutos substituindo Hernán Perellano. Foi o único jogo do atleta naquele ano.

#### 2008–09
Ainda durante o ano de 2008, o jogador teve poucas oportunidades no elenco, pois atuou apenas uma vez no durante o Torneio Apertura contra o Arsenal de Sarandí (em um empate das equipes por 3-3).
No entanto, o jogador firmou-se na equipe após a virada de ano. Por conta da lesão do defensor titular Waldo Ponce. Durante os meses referentes ao Torneio Clausura, o zagueiro jogou de titular por 17 partidas seguidas, todas por 90 minutos.
O jogador foi essencial na campanha que levou o Vélez a ser o líder dentre os times que disputavam a Clausura, sendo assim, foi campeão daquela edição do torneio.
Pela Copa Sul-Americana de 2009, o zagueiro participou de gols pela primeira vez. Coincidentemente, as duas vezes foram na fase oitavas de final contra a Unión Española. Ele deu uma assistência em cada partida, e seu time não foi derrotado em nenhum desses jogos.
A equipe, no entanto, não foi campeã da competição. Seu trajeto foi interrompido ainda nas quartas de final, quando o clube foi derrotado pela LDU.
Ainda que tenha saído cedo da competição, o zagueiro foi considerado um dos melhores do ano para integrar a seleção de melhores jogadores da América do Sul.

#### 2009–10
Otamendi seguiu fazendo boa campanha pelo elenco do Vélez. A começar que seu primeiro gol aconteceu ainda no Torneio Apertura, na 2ª rodada. O jogador venceu o goleiro do Arsenal de Sarandí e abriu o placar na vitória de seu clube por 3-1.
O zagueiro alternou muitos jogos entre titular e reserva, e viu seu time garantir somente a 5ª colocação nessa edição de torneio. O zagueiro continuaria a alternar entre jogos durante a segunda metade do campeonato.
O jogador não conseguiu contribuir para um resultado positivo para o time argentino como na temporada anterior, já que não foram campeões do Clausura. Entretanto, ainda que não tivesse garantido títulos, o zagueiro foi figura relevante para somatória de pontos que levou a sua equipe para Copa Libertadores da América de 2010 pelos pontos acumulados (O Vélez ficou em primeiro).
Na competição, o jogador foi titular em todas as partidas, mas viu seu time ser eliminado diante o Chivas de Guadalajara nas oitavas de final. O jogador, com suas partidas sólidas na defesa, garantiu suas primeiras convocações para seleção Argentina naquele mesmo ano.

#### 2010–11
O jogador ainda teve duas partidas antes de se despedir do futebol argentino. Seu último jogo foi contra o Club Atlético All Boys pelo Torneio Apertura, partida que terminou 2-1 para seu time.

### Porto

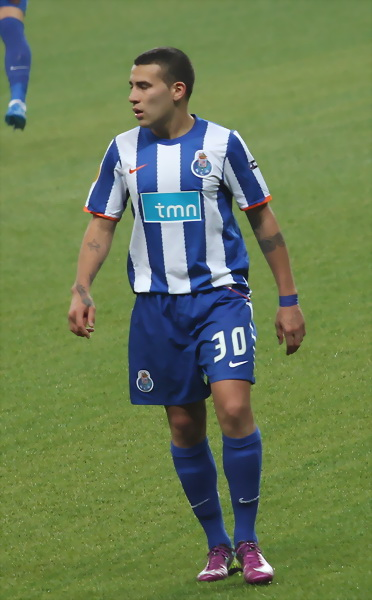
Otamendi pelo Porto em 2010.

Em 23 de agosto de 2010, Otamendi transferiu-se para o Porto por 50% dos direitos econômicos e 5 anos de contrato.
Em sua primeira temporada, o zagueiro não tardou de se firmar no elenco. Ele atuou seguramente durante as partes da Liga, tendo grande destaque na partida contra o Sporting Clube de Braga, pois fez todos os gols da partida que terminou 2-0 para os Dragões. No fim, o Porto sagrou-se campeão daquela edição de Campeonato Português.
Pela Taça da Liga de 2010–11, o clube se saiu mal, e foi eliminado ainda no começo da competição, pois, em 3 jogos, teve os três resultados possíveis para um time: derrota, vitória e empate. A única derrota do clube, no entanto, foi quando o zagueiro argentino não estava em campo.
Ainda em solo português, o zagueiro teve dias melhores durante a Taça de Portugal de 2010–11. O defensor esteve presente em dois jogos da campanha vencedora dos Dragões daquela competição.
Pela Liga Europa da UEFA de 2010-11, o zagueiro continuou sua boa fase. Além dele, o elenco português conseguiu ir longe, até a final, para derrotar seu adversário português Braga. Em um jogo dramático, Falcão Garcia fez o único gol do jogo, dando o título para os Dragões naquela edição de Copa Continental.

#### 2011–12
Começando a sua segunda temporada em solo europeu, o zagueiro não esteve em campo na vitória do Porto contra o Vitória de Guimarães na Supertaça Cândido de Oliveira de 2011. Contudo, isso não foi empecilho para o time azul vencer o time adversário por 2-1.
Na Supercopa da UEFA de 2011, enfrentando o FC Barcelona, a equipe não conseguiu um resultado positivo. O time espanhol fez 2-0, mas agora com Nicolás atuando por 90 minutos.
Disputando a Primeira Liga de 2011–12, o jogador continuaria a fazer mais bons jogos pela equipe que viria a ser bicampeã naquele final de Liga. Ele marcou dois gols pelo time, incluindo um no clássico contra o SL Benfica.
Pelas copas, o time não conseguiu repetir os grandes feitos da época anterior. Disputando a Taça da Liga de 2011–12, o clube desempenhou bons resultados. Eles ganharam 3 jogos (2 que Nicolás esteve em campo), mas foram derrotados nas semifinais sem a presença do zagueiro argentino.
Na Taça de Portugal de 2011–12, após estrearem com uma arrasadora vitória de 8-0 contra o Pêro Pinheiro, o Porto foi eliminado, com o zagueiro em campo, pelo Associação Académica e Operária da Boa Vista pelo placar de 3-0.
Pela Liga dos Campeões da UEFA de 2011–12, o zagueiro não teve dias tão felizes com sua equipe. O time não conseguiu a classificação às eliminatórias, pois ficaram em 3º lugar no seu grupo, e tiveram de se redirecionar à Liga Europa da UEFA.
Durante essa competição, o time foi eliminado após perder dois jogos contra o Manchester City e tiveram de se despedir da competição ainda em seus primeiros jogos.

#### 2012–13
O zagueiro começou sua temporada jogando a Supertaça Cândido de Oliveira de 2012 contra o mesmo Académica que eliminou o porto na Taça de Portugal na temporada passada. No entanto, dessa vez o resultado foi favorável para Nicolás. Aos 90 minutos, a equipe azul derrotou o adversário por 1-0 e sagrou-se campeã da Supertaça.
Durante a Primeira Liga de 2012–13, a equipe do Porto fez uma magnífica temporada. Além de se sagrarem tricampeões, o clube não perdeu partida alguma. Nicolás só ficou fora de um jogo, e também marcou em uma oportunidade contra o Gil Vicente Futebol Clube na 16ª rodada.
Disputando a Taça da Liga, a equipe teve uma formidável campanha. Nicolás também fez bons jogos. Das 3 partidas que participou, ele fez 2 participações diretas em gol. A primeira ocorreu na estreia na competição. Contra o CD Nacional, ele marcou um gol na vitória dos Dragões por 2-0. A segunda foi no jogo seguinte, quando deu uma assistência para Jackson Martínez empatar o placar contra o GD Estoril-Praia. Na final, quando Nicolás voltou a atuar pelo time naquela competição, a equipe perdeu para o Braga por 1-0.
Disputando a Taça de Portugal de 2012–13, o final não foi muito diferente. O time avançou de fase até ser eliminado pelo Braga nas oitavas de final. Os Dragões perderam por 2-1.
Pela Liga dos Campeões da UEFA de 2012–13, o clube conseguiu se classificar para fase eliminatória perdendo apenas um jogo, contra o PSG na última rodada. No entanto, ao passarem de fase, ainda que tivessem derrotado a surpresa Málaga Club de Fútbol no primeiro jogo, o time português amargou uma eliminação na partida de volta. Os espanhóis marcaram duas vezes e conseguiram eliminar o time de Otamendi.

#### 2013–14
O jogador estreou bem a temporada. A sua equipe, com ele em campo, derrotou o Vitória de Guimarães por 3-0 no único jogo e garantiu o bicampeonato da Supertaça Cândido de Oliveira.
Em seus 6 meses de equipe, o jogador fez várias partidas durante a Primeira Liga de 2013–14, que culminou no título do Benfica. O jogador também esteve em campo nos jogos do Porto pela Taça de Portugal de 2013–14, onde marcou um gol e deu uma assistência em sua última partida disputada naquela edição de competição (que terminou com o título do Benfica): a goleada de 6-0 contra o Atlético Clube de Portugal. Ele não chegou a atuar em nenhum jogo da Taça da Liga de 2013–14 (que também terminou com um título dos encarnados).
Pela Liga dos Campeões da UEFA de 2013–14, Nicolás jogou a maioria dos jogos do Porto na Fase de Grupos. No entanto, o time estava muito mal, já que conseguiu apenas uma vitória: contra o Áustria Viena na primeira partida. Otamendi não jogou os últimos 2 jogos do time por opção do treinador Paulo Fonseca. O clube ficou em 3º lugar no grupo, e se direcionou ao mata-mata da Liga Europa da UEFA de 2013–14 (que terminou com o vice-campeonato do Benfica), mas o zagueiro não esteve em campo em nenhum dos jogos, pois foi vendido.

### Valencia
O Valencia confirmou a compra em 5 de fevereiro de 2014 do argentino a troco de 12 milhões de euros. Ele não chegou a estrear na equipe, pois a venda aconteceu depois do fechamento da janela de transferências.

### Atlético Mineiro

#### 2014
A venda de Otamendi ao Valencia ocorreu após o fecho da janela de transferências na Europa. O resultado disso foi o empréstimo do jogador ao Atlético Mineiro até junho de 2014. A contratação do zagueiro ocorreu de forma emergencial, já que o companheiro Emerson sofreu uma grave lesão em partida pelo Campeonato Mineiro e precisou ser operado.
Após realizar exames médicos na capital mineira, Otamendi mostrou-se feliz em atuar ao lado de um dos grandes jogadores do futebol mundial Ele afirmou em sua apresentação:
| “ | Estou muito feliz de estar aqui e por poder jogar com Ronaldinho. | ” |

O jogador estreou contra o Cruzeiro durante o Campeonato Mineiro de 2014. Ele foi muito consistente em sua passagem pelo clube brasileiro. Ainda que tenha jogado apenas 19 partidas, sua passagem ficou marcada na memória do torcedor do Galo Doido e é tratado como um ídolo pelos torcedores. Quando saiu da equipe, em junho de 2014, o jogador prometeu voltar para a equipe algum dia.
Pela Copa Libertadores da América de 2014, o jogador atuou em todos os jogos da equipe mineira na fase de grupos. No entanto, enfrentando o Atlético Nacional, o time foi eliminado após não ganhar nenhum dos dois jogos nas oitavas de final.
Ele deixou o clube mineiro com apenas um gol: marcado no clássico contra o América no Campeonato Estadual. Seu último jogo foi contra o Santos, na vitória do seu time por 2-1, durante o Campeonato Brasileiro de Futebol de 2014.

### Retorno ao Valência

#### 2014–15

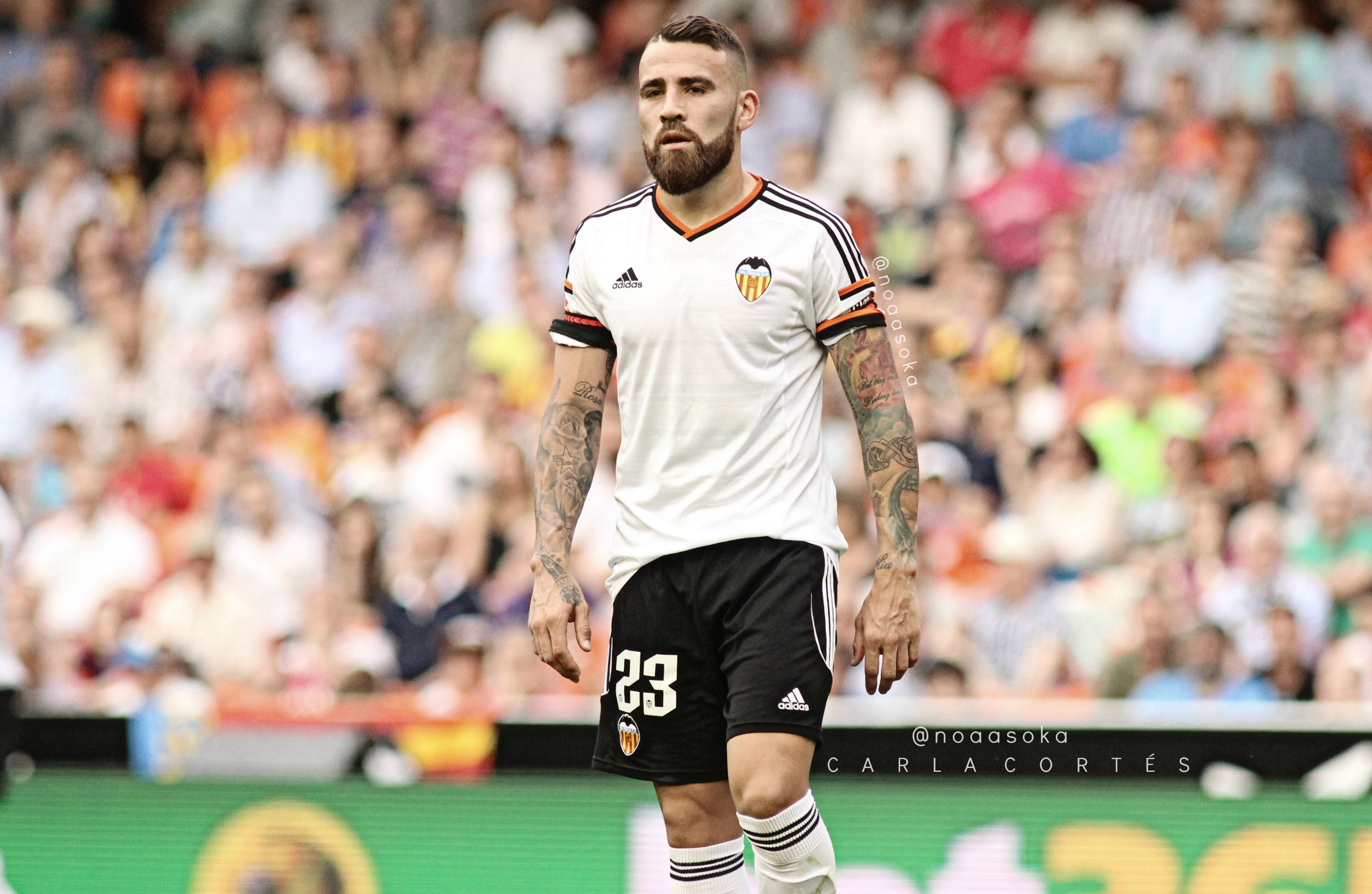
Nicolás pelo Valencia em 2015.

Pelo clube espanhol, Nicolás se firmou no elenco de maneira perfeita. Além da titularidade, o argentino conseguiu sua temporada artilheira. Em 38 jogos, o defesor marcou 6 golos, todos pela La Liga de 2014–15: na 7ª rodada contra o Club Atlético de Madrid; na 17ª rodada contra o Real Madrid; na 28ª rodada contra o Elche e a arrasadora sequência de dois jogos seguidos, na 37ª rodada, ao enfrentar o Celta de Vigo e na 38ª rodada, jogando contra o UD Almería.
A grande campanha da equipe levou o clube a garantir a 4ª colocação, ganhando assim vaga para Liga dos Campeões da UEFA de 2015–16.
Disputando a Copa del Rey de 2014–15 o clube teve uma campanha regular. Com Nicolás em campo, a equipe foi eliminada diante o Espanyol nas oitavas de final.

### Manchester City

#### 2015–16
No dia 20 de agosto de 2015, ele assinou com o Manchester City por cinco temporadas.
Ao assinar com o time inglês, o argentino comentou:
| “ | Eu estou aqui para dar o meu melhor, lutar em todos os jogos e elevar o City o mais alto possível. Espero que sejamos capazes de vencer várias taças e títulos. Isso é o mais importante. É um sonho, poder estar aqui num clube que do exterior parece ser maravilhoso. | ” |

Estreando na Premier League de 2015–16, o jogador fizera seu primeiro jogo apenas na 6ª rodada, quando o time de Manchester perdeu para o West Ham por 2-1. Ele seguiu como titular, e marcou seu primeiro (e único naquela temporada) gol contra o Norwich City na 11ª rodada.

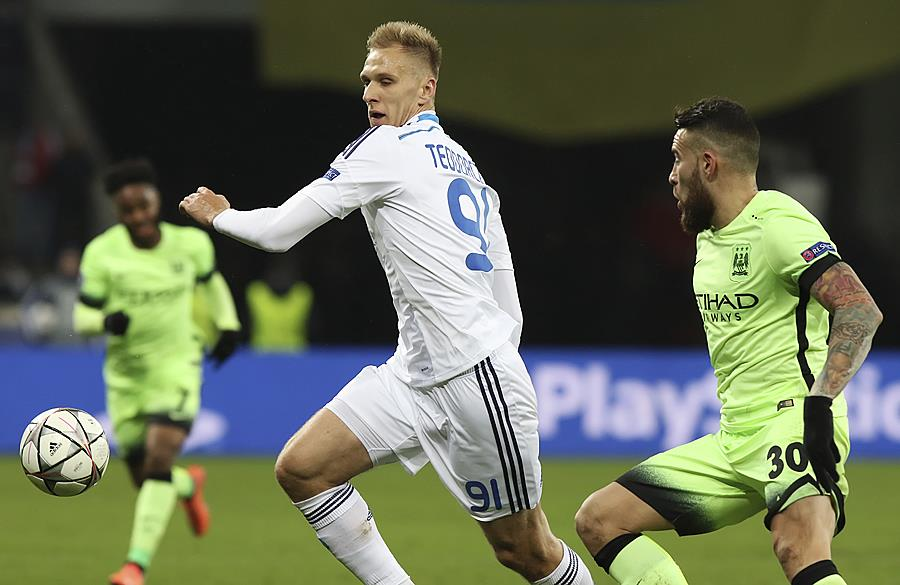
Otamendi marcando Łukasz Teodorczyk pela Liga dos Campeões da UEFA.

Ele seguiu sua temporada de Premier League regularmente, se ausentando pouquíssimas vezes po opção do técnico, ou lesões, e terminou sua primeira temporada na Liga com 30 jogos, mas sem o título da competição, que ficou com a zebra Leicester City.
Pela Copa da Inglaterra, o zagueiro também ficou sem títulos. Coincidentemente, o único jogo (de 3 possíveis para o City) que Nicolás ficou de fora foi justamente a eliminação de sua equipe diante o Chelsea por 5-1.
Todavia, na Copa da Liga Inglesa, Nicolás e o Manchester tiveram um final diferente. A equipe foi conquistando muitas vitórias em sequência até chegarem à final contra o Liverpool e derrotaram os Reds por 4-2 nas penalidades e sagraram-se campeões.
Atuando na Liga dos Campeões da UEFA de 2015–16, o time também adquiriu muitas vitórias seguidas, fazendo uma campanha vitoriosa com Nicolás sendo titular em todos os jogos. No entanto, ao enfrentarem o Real Madrid, a equipe inglesa não conseguiu vencê-los nas semifinais e foram eliminados no segundo jogo, quando os espanhóis venceram a partida por 1-0.

#### 2016–17
Retornando para mais uma temporada de campeonato inglês, o sul-americano estreou na segunda rodada fazendo uma assistência para Sergio Agüero contra o Stoke City. Ele voltaria a dar uma assistência na 13ª rodada, contra o Burnley para Sergio empatar a partida na ocasião. Por fim, o jogador participou de gols pela última vez na 36ª rodada, quando ajudou na goleada de 5-0 diante o Crystal Palace. Ele terminou a temporada com 30 jogos, e a 3ª colocação na Liga.
Pela Copa da Inglaterra, ainda que tenha feito um gol nos jogos de roleplay contra o Huddersfield Town, ele não pôde evitar a eliminação na semifinal contra o Arsenal e seu time foi eliminado da competição.
Pela Copa da Liga Inglesa, o time durou muito menos. O jogador não esteve presente no primeiro jogo, quando o City bateu o Swansea City, mas apareceu no segundo. Para sua tristeza, o clube foi eliminado pelo Manchester United por 1-0.
Após o time se classificar para fase de grupos da Liga dos Campeões da UEFA de 2016–17 pelos playoffs, a equipe tornou a ir para o mata-mata da competição depois de resultados positivos no seu grupo. Otamendi jogou o primeiro jogo das oitavas contra o AS Monaco, porém, não participou do jogo de volta. Nessa partida, o time da Ligue 1 conseguiu a classificação, eliminando os ingleses.

#### 2017–18

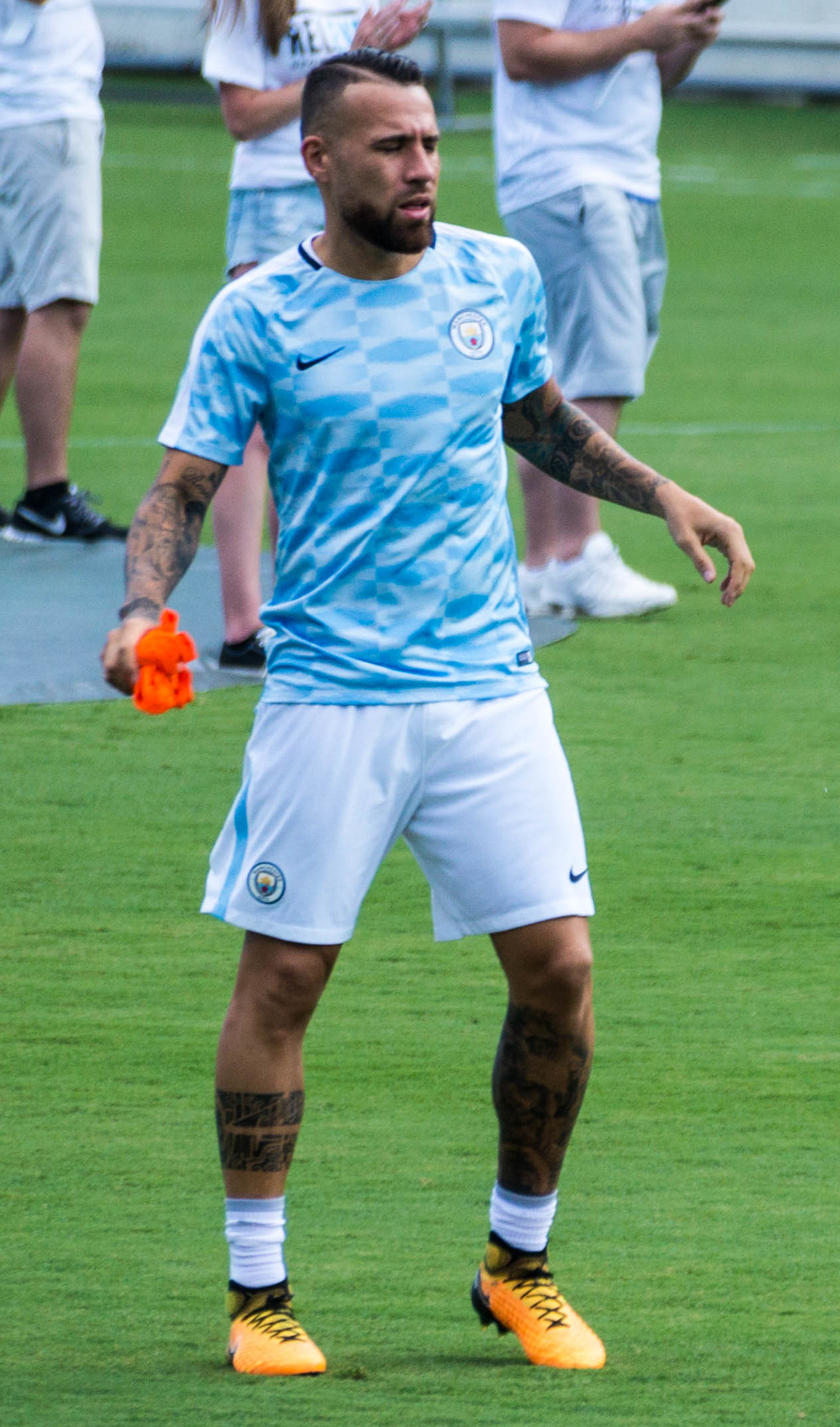
Otamendi pelo Manchester City em 2017.

Na Premier League de 2017–18, o jogado estreou com o time na 1ª rodada pela primeira vez desde sua chegada na Inglaterra. E voltou a fazer gols na 6ª rodada, quando os Citizens golearam o Watford por 6-0. Na 9ª rodada, o zagueiro estufou novamente as redes do Burnley, quando o time azul de Manchester venceu o oponente por 3-0.
Seus últimos 2 gols aconteceram em sequência: na 15ª rodada contra o West Ham, e na 16ª, contra o Manchester United. O jogador seguiu sua temporada artilheira na Inglaterra fazendo também mais jogos na Liga do que fazia normalmente. Ao fim da competição, o jogador fizera 34 jogos, e foi campeão da Premier League pela primeira vez.
Nas demais competições nacionais, o time conseguiu uma boa campanha. Pela Copa da Liga, ainda que tenha feito apenas 2 jogos, Otamendi esteve em campo na semi e na final, onde o City bateu, respectivamente, o Bristol City e o Arsenal.
Todavia, na Copa da Inglaterra, o time azul foi eliminado pelo Wigan na 5ª eliminatória. Otamendi não esteve em campo somente nesse jogo da competição.
Na Liga dos Campeões da UEFA de 2017–18, Nicolás conseguiu marcar seu primeiro gol na competição. Aconteceu na 4ª partida da Fase de Grupos, contra o SSC Napoli, em um jogo que terminou 4-2 para os ingleses. Infelizmente, o time de Manchester ficou pelo caminho quando foram derrotados no mata-mata diante o Liverpool nas quartas de final.

#### 2018–19
Disputando a Supercopa da Inglaterra de 2018, o time de Otamendi enfrentou o Chelsea e se sagrou campeão da Supercopa após derrotarem o adversário por 2-0.
Na Premier League de 2018–19, o jogador enfrentou uma temporada dramática. Ele jogava cada vez menos, com minutagem abaixo daquilo que vinha fazendo depois que Pep Guardiola optou por usar John Stones e Aymeric Laporte na dupla de zaga de seu time. Com isso, o sul-americano fizera apenas 18 jogos no fim da competição, mas conseguiu o bicampeonato da Premier League.
Na Copa da Inglaterra, o zagueiro estreou com um gol na goleada do City por 7-0 contra Rotherham United. Nicolás continuou atuando de titular durante os demais jogos da equipe, mas ficou de fora da final. Seu time conseguiu sagrar-se campeão após derrotarem o Watford por 6-0.
O clube de Otamendi também foi campeão da Copa da Liga Inglesa, dessa vez batendo o Chelsea nos pênaltis. Na campanha, o zagueiro fez uma assistência para Kevin De Bruyne nas quartas de final ao enfrentarem o Leicester City.
Pela Liga dos Campeões da UEFA de 2018–19, Nicolás conseguiu ser capitão de uma equipe pela primeira vez. O ocorrido se deu contra o Hoffenheim, na última partida da Fase de Grupos. No entanto, nas quartas de final, o City teve sua campanha interrompida novamente por um time inglês. Em dramática partida, sem Nicolás em campo, os Citizens venceram o Tottenham Hotspur por 4-3, mas o time de Londres havia vencido os jogos de ida por 1-0 e conseguiram passar às semifinais da competição europeia.

#### 2019–20
Durante a Supercopa da Inglaterra de 2019, o jogador garantiu mais um troféu quando sua equipe derrotou os Reds na competição pelas penalidades. Nicolás viu seus amigos de time vencerem o goleiro Alisson Becker em todas as cobranças e sagrarem-se campeões.
Pela Premier League de 2019–20, o jogador voltou a sofrer com oscilações entre o time titular e o reserva. No entanto, conseguiu fazer 24 jogos naquela edição incomum de Campeonato Inglês e dois gols. A Liga precisou ser interrompida por conta de casos de COVID-19 na Inglaterra, e, no fim, os Reds, comandados por Jürgen Klopp, foram os campeões deixando o time de Nicolás em segundo lugar.
Na Copa da Inglaterra, Otamendi ficou de fora de dois jogos: um na estreia da equipe na competição, e o jogo da eliminação, na semifinal contra o Arsenal.
Na Copa da Liga Inglesa, o time se saiu melhor. Nicolás estreou na competição marcando um gol contra o Southampton na 4ª eliminatória, mas não atuou na final vencida pela sua equipe diante o Aston Villa.
Pela Liga dos Campeões da UEFA de 2019–20, Nicolás voltou a ser capitão do time no último jogo da fase de grupos. Dessa vez, o adversário foi o Dinamo Zagreb. na continuação da competição, os ingleses derrotaram o Real Madrid nas oitavas nos dois jogos e os eliminaram. No entanto, assim que a Uefa adotou uma nova formula da competição por conta dos casos de COVID-19 na Europa, os jogos precisaram ser únicos. Então, nas quartas de final, enfrentando o Lyon, a equipe francesa eliminou o time britânico por 3-1.

### Benfica

#### 2020–21
Em 27 de setembro de 2020, o Benfica anunciou a vinda do zagueiro argentino para o time. É o retorno do defensor a Portugal depois de 6 anos. O jogador chegou por 15 milhões de euros em um contrato de 3 temporadas. Coincidentemente, a compra de Nicolás veio pouco depois do City comprar o zagueiro do Benfica, Rúben Dias, por 50 milhões de euros.
Na sua apresentação pelos encarnados, ele fora interrogado sobre o seu antigo vínculo formal com o Porto, um dos grandes rivais do time, no entanto, o zagueiro tratou de afirmar:
| “ | FC Porto é passado. Agora é hora de olhar para a frente, para o Benfica, para vencer aqui e defender esta camisola até à morte. | ” |

A contratação do jogador teve uma reação muito negativa entre os adeptos do time de Porto. Isso aumentou ainda mais quando, na estreia de Otamendi pelo clube português, na Supertaça Cândido de Oliveira de 2020, o seu ex-time enfrentou o atual. No fim da partida, os Dragões venceram por 2-0 o time do capitão Otamendi e conquistaram mais um troféu.
Pela Primeira Liga de 2020–21, o zagueiro foi capitão em muitas oportunidades, tendo, inclusive, marcado um gol com a faixa no braço. Isso aconteceu na 18ª contra o FC Famalicão. No entanto, o time encarnado não conseguiu atender as expectativas, e o time terminou na 3ª colocação.
Na Taça da Liga de 2020–21, ele não fez jogos. E o time saiu nas semifinais diante o Braga. O Braga também foi o responsável por vencer o Benfica na final da Taça de Portugal de 2020–21 pelo mesmo placar de 2-0. No entanto, dessa vez, com Nicolás em campo.
Disputando a Liga Europa da UEFA de 2020–21, o clube português conseguiu classificar-se à fase de mata-mata, mas foram eliminados diante o Arsenal antes mesmo das oitavas.

#### 2021–22

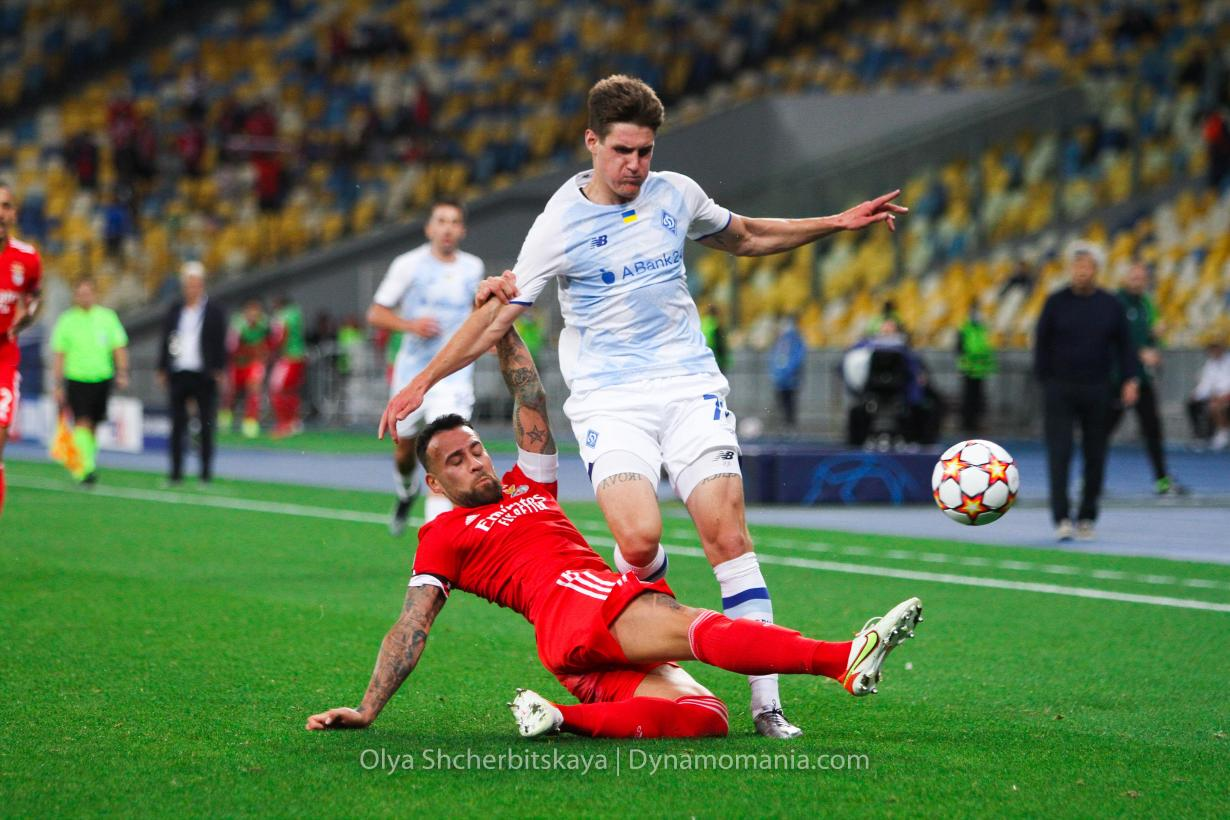
Otamendi roubando uma bola do seu adversário em 2021.

Ao disputar a Primeira Liga de 2021–22, o jogador fizera sua única participação em gols na temporada na 6ª partida. Uma assistência para Julian Weigl desempatar o jogo contra o Boavista Futebol Clube. O capitão continuou sendo titular na maior parte da competição, mas não conseguiu fazer o time conquistar o título, vendo o Porto conquistar o troféu enquanto o Benfica garantia o 3º lugar novamente.
Na Taça da Liga de 2021–22, Otamendi estreou com o elenco no empate em 3-3 contra o Vitória de Guimarães. No entanto, esse foi seu único jogo. A equipe seguiu caminho até a final, onde perderam para o Sporting por 2-1. Na Taça de Portugal de 2021–22, Otamendi jogou apenas uma partida: a eliminação diante o porto nas oitavas de final.
Na Liga dos Campeões da UEFA de 2021–22, Otamendi foi um jogado fundamental para o andamento da equipe na competição. Após se classificarem para Fase de Grupos depois dos playoffs, os portugueses conseguiram mais bons resultados nesse momento da Liga dos Campeões e passaram ás oitavas.
Eles derrotaram o Ajax nas oitavas, mas não conseguiram superar o Liverpool em nenhum dos dois jogos da Champions League e tiveram de se despedir da competição.

#### 2022–23
Pela Primeira Liga de 2022–23, o zagueiro teria uma temporada mais regular, obtendo mais jogos como capitão e menos suspensões durante as partidas devido a cartões amarelos. Na 11ª rodada, Nicolás completou 100 partidas com o Benfica na vitória de seu time por 5-0. Ele foi o capitão da equipe na ocasião. Antes da centésima partida, o jogador comentou sobre os números que tinha pela equipe:
| “ | É uma marca bonita, uma marca importante. Um jogador sonha fazer o maior número de jogos possíveis com a camisola do clube. Para ser sincero, hoje estou mais do que feliz porque alcancei uma marca que parecia longe, mas hoje estou aqui a desfrutar do clube e a jogar, porque o lugar onde um jogador está mais feliz é dentro do campo. É uma responsabilidade importante, quando chegas a um clube e te dão essa responsabilidade e essa confiança. Desde o dia em que cheguei aqui ao Benfica, fizeram-me sentir como se fosse o meu primeiro clube e isso é algo que um jogador tem sempre em mente. Estou agradecido por isso, agradecido às pessoas do clube, aos funcionários e aos adeptos, que me apoiaram desde o primeiro dia. | ” |

O jogador marcou um gol na competição: o da vitória contra o Grupo Desportivo Estoril Praia por 1-0 na 29ª rodada. O gol veio após 2 jogos de derrota, e começou uma boa sequência de 6 partidas sem perder. No fim do campeonato, o Benfica levantou o troféu de campeão após 4 anos.

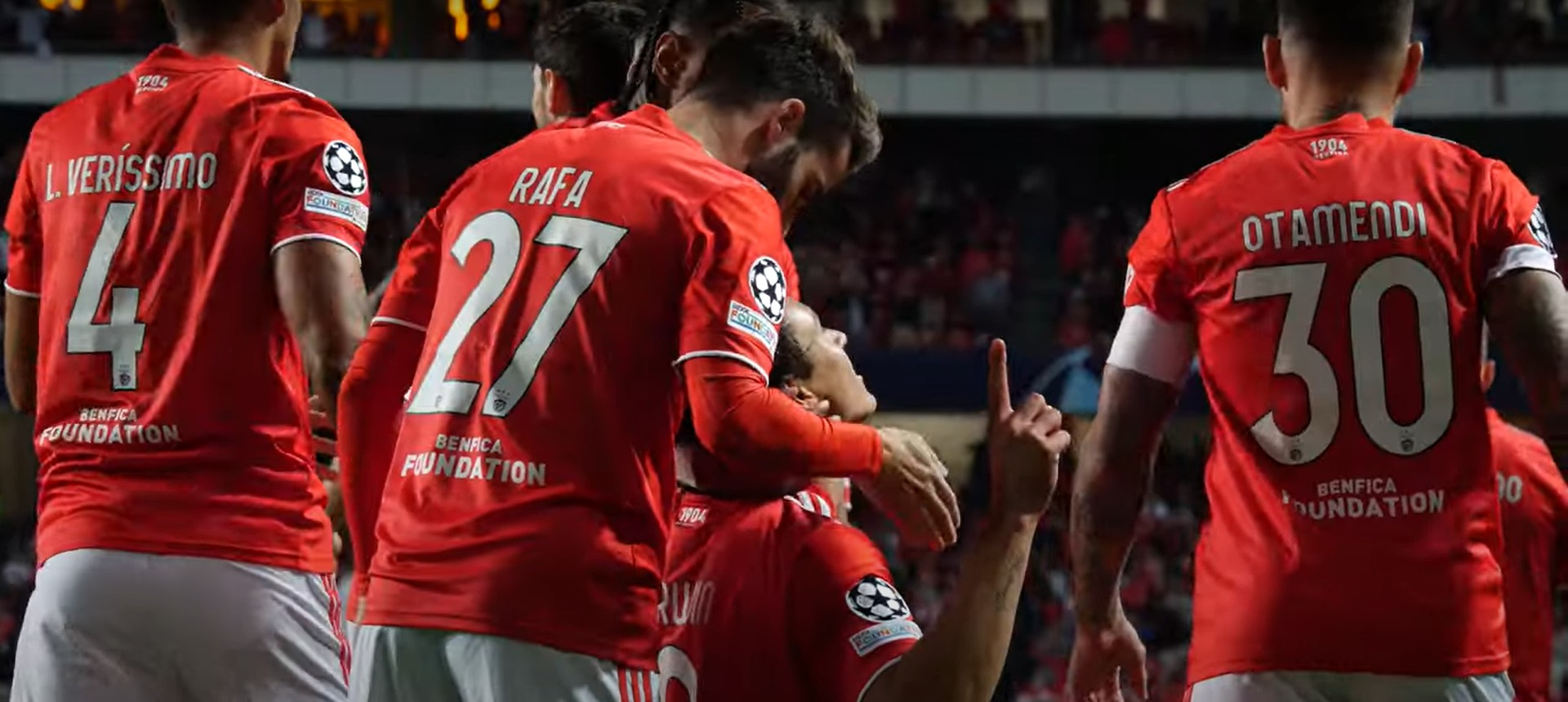
Otamendi (camisa 30) vendo um colega de equipe comemorar um gol diante o Barcelona na Fase de Grupos da Champions League.

Na Taça da Liga de 2022–23, o Benfica não passou da fase de grupos, e Nicolás não atuou em nenhuma partida pela equipe encarnada. Na Taça de Portugal, o jogador foi capitão nas duas partidas que disputou. Na última, a equipe foi eliminada nos pênaltis diante o Braga nas quartas de final.
Na qualificação à Liga dos Campeões da UEFA de 2022–23, o jogador atuou em todos os 4 jogos de sua equipe. Na partida final, contra o Dinamo de Kiev, o zagueiro argentino marcou um gol na vitória dos portugueses por 3-0 contra os ucranianos.
Pela Fase de Grupos, o time vermelho fez uma irretocável e surpreendente campanha. Ainda que estivesse no mesmo grupo de PSG e Juventus, os encarnados passaram para o mata-mata em 1º lugar.
Antes das oitavas, o jogador comentou sobre a competição:
| “ | Obviamente que as temporadas anteriores não foram, de todo, aquilo a que estamos acostumados, a que o clube está acostumado. Hoje, e nesta temporada, cabe-me desfrutar ainda mais, porque obviamente estamos numa posição muito boa. Isso não nos garante nada, porque a época ainda vai a meio. Mas acredito que estamos no bom caminho e a verdade é que temos de continuar da mesma maneira e ter a mentalidade positiva sempre. (...) Esperamos que seja uma boa temporada e que todos sejamos felizes no fim da época. | ” |

Na sequência da competição, o time português eliminou o Club Brugge. Otamendi não pôde jogar o primeiro jogo das quartas de final diante a Inter de Milão, e seu time perdeu o jogo por 2-0. Na partida de volta, com Nicolás em campo, os times empataram em 3-3. No entanto, isso não foi o suficiente para fazer com que os encarnados passassem de fase.
O zagueiro argentino, no dia 10 de junho de 2023, renovou seu contrato por mais 2 temporadas, isto é, até a metade de 2025. Isso acentuou sua idolatria no time encarnado, que já somava mais de 100 jogos naquela ocasião.

#### 2023–24
Em 10 de junho de 2023, o argentino renovou seu contrato até 2025. O jogador começou a temporada alcançando seu segundo título pelo clube encarnado. No dia 9 de agosto de 2023, após venceram o Porto por 2-0, o Benfica garantiu o título da Supertaça Cândido de Oliveira de 2023.
Esse, no entanto, foi eu único troféu na temporada. O capitão foi um jogador frequentemente utilizado na equipe encarnada, mas os esforços coletivos da equipe não renderam outros títulos. O clube garantiu-se na segunda colocação da Primeira Liga, e foi eliminado nas semifinais da Taça da Liga e da Taça de Portugal. Em ambas as fases, o zagueiro fizera um gol no time adversário.
Otamendi também esteve em campo nos jogos da Liga dos Campeões, mas o baixo desempenho da equipe os levou somente à terceira colocação no Grupo D. Com isso, o Benfica direcionou-se aos 16 avos da Liga Europa, mas foi eliminado nas quartas de final pelo Olympique de Marseille.
Individualmente, Nicolás foi muito consistente, mesmo já ultrapassando a marca dos 35 anos. Com 51 jogos, sendo substituído apenas uma vez, o argentino marcou quatro gols na época inteira e liderou a equipe com a braçadeira enquanto estivera nos gramados.

#### 2024–25
No início da sua nova temporada, o jogador ainda não havia assinado nenhum acordo para estender o seu vínculo com a equipe encarnada. A época seguiu com o atleta participando da maioria dos jogos e sendo uma peça defensiva muito útil ao plantel. O Benfica, em janeiro de 2025, conquistara uma importante vitória diante o Sporting e lá garantiram o título da Taça da Liga. Este título foi de muita importância ao capitão, pois, dias antes do jogo decisivo, a mídia portuguesa anunciou que Nicolás não renovaria o seu contrato ao findar dele.

## Seleção Argentina
Estreou pela Seleção Argentina no dia 20 de maio de 2009, em um amistoso contra o Panamá.
Disputou as Copas do Mundo de 2010, 2018 e 2022, além da Copa América de 2015, Copa América de 2016, Copa América de 2019, Copa América de 2021 e a Copa América de 2024.

## Títulos
Vélez Sarsfield
- Campeonato Argentino: Clausura 2009

Porto
- Primeira Liga: 2010–11, 2011–12 e 2012–13
- Liga Europa da UEFA: 2010–11
- Taça de Portugal: 2010–11
- Supertaça Cândido de Oliveira: 2011, 2012 e 2013

Manchester City
- Copa da Liga Inglesa: 2015–16, 2017–18, 2018–19 e 2019–20
- Premier League: 2017–18 e 2018–19
- Supercopa da Inglaterra: 2018 e 2019
- Copa da Inglaterra: 2018–19

Benfica
- Primeira Liga: 2022–23
- Supertaça Cândido de Oliveira: 2023 e 2025
- Taça da Liga: 2024–25

Seleção Argentina
- Copa América: 2021 e 2024
- Copa dos Campeões CONMEBOL–UEFA: 2022
- Copa do Mundo FIFA: 2022

### Prémios individuais
- Equipe ideal da Copa América Centenário[146]